# Грузинський танець

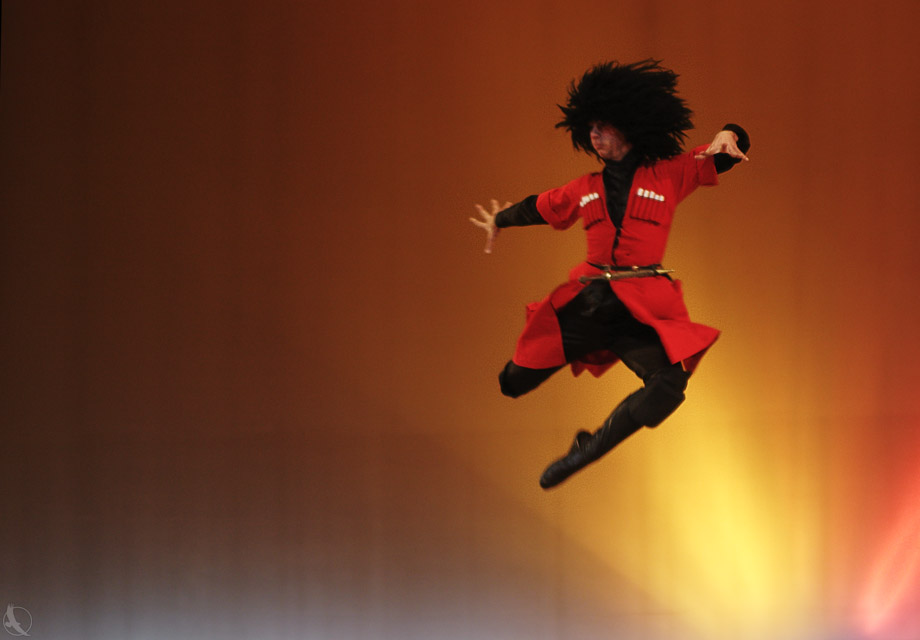

Грузинський танець (груз. ქართული ცეკვა), має багато різновидів і більшість народних танців Грузії мають своє значення і застосування. Два з цих танців, Перхулі і Хорумі, занесені до списку нематеріальної культурної спадщини Грузії.

## Різновиди грузинських танців
- Картулі (ქართული) — Аудиторії цей танок нагадує весільний обряд. Картулі є романтичним танцем. Його виконує пара танцюристів, і цей танок втілює усю ніжність і граційність жінки і гідність та любов чоловіка. Цей танок показує що навіть в любові, чоловік зберігає повагу і манери не торкатися жінки і утримується на деякій відстані від неї. Чоловік приковує свою увагу до партнерки, так ніби вона є єдиною жінкою у всьому всесвіті. Верхня частина тіла весь час залишається нерухомою. Жінка тримає свій погляд до долу і пливе по полу гладкими плавними кроками, так ніби лебідь по поверхні озера. Через високу майстерність, що необхідна для виконання танцю, він заслужив славу найскладнішого танцю. В історії існувало лише декілька видатних виконавців Картулі. Деякими з ним є Ніно Рамішвілі, Іліко Сухішвілі, Ямед Долаберідзе та Придон Сулаберідзе.
- Хорумі (ხორუმი) — Цей військовий танок бере початок із регіону Ачара, що розташований на південному заході Грузії. Традиційно танок виконували лише декілька чоловіків. Однак з часом він росте у масштабах. У сучасній версії Хорумі можуть брати участь тридцять або сорок танцюристів. Хоча кількість танцюристів змінилася, зміст танцю залишився тим самим. Цей танок втілює військові традиції минулих століть. Початкову прелюдію до танцю виконують декілька чоловіків, шукають місце ворожої стоянки і позицій. Після того, вони кличуть армію на поле бою. Їх сильні, прості, але характерні рухи та чіткі лінії створюють відчуття страху на сцені. Цей танок зображає теми пошуку, війни та святкування перемоги, а також сміливість і славу грузинських воїнів. Оскільки Грузія бачила багато воїн за свою історію, Хорумі є згадкою минулих часів про те, що для того, щоб мати мир, необхідно бути готовим до війни.
- Ачарулі (აჭარული) — Ачарулі також зародився в регіоні Ачара. Звідти танок і отримав свою назву. Ачарулі відрізняється від інших танців кольоровими костюмами і грайливим настроєм із простими і чіткими рухами як чоловіків так і жінок. Танок характеризується вишуканим, м'яким і грайливим фліртом між чоловіками і жінками. На відміну від Картулі, відносини між чоловіком і жінкою в цьому танці менш формальні та легші. Ачарулі пробуджує почуття радості як у танцюристів так і у аудиторії.
- Парца (ფარცა) — Парца зародився у Гурії (іншому регіоні Грузії) і відрізняється своїм швидким ритмом, святковим настроєм і різнобарв'ям.
- Казбегурі (ყაზბეგური) — Казбегурі пов'язаний із Північними гірськими регіонами Грузії, що відзначаються своєю різноманітною культурою і традиціями. Можливо через холодну і сувору атмосферу гір танець є динамічним і енергійним. Танець виконують лише чоловіки і демонструє витривалість і міць людей, що живуть у горах.
- Ханджлурі (ხანჯლური) — Багато грузинських танців основані на ідеї змагання. Ханджлурі є одним з таких танців. У цьому танці, пастухи, одягнені у червоні чохли (традиційну чоловічу одежу) змагаються один з одним за допомогою кинджалів, виконуючи складні рухи. Один виконавець змінюється іншим, показуючи свою відвагу і майстерність. Оскільки в танці Хандлурі задіяні кинджали і ножі, виконавцю необхідно мати велику майстерність і досвід, аби брати участь в цьому танці.
- Хевсурулі (ხევსურული) — Цей гірський танець є, ймовірно, найкращим зразком грузинського духу. В його виконанні поєднуються одночасно любов, хоробрість, міць, змагання, майстерність, красу і різнобарв'я. Танок починається із фліртуючої пари. Несподівано з'являється інший молодий чоловік, який також шукає руки жінки. Розвивається конфлікт, який швидко перетворюється на енергійну бійку між двома чоловіками і їх прибічниками. Сварка тимчасово переривається вуаллю жінки. За традицією, коли жінка кидає свою вуаль, яку носить на голові, між двома чоловіками, всі незгоди і бійки вщухають. Однак, як тільки жінка полишає сцену, бійка продовжується навіть ще брутальніше. Молоді чоловіки із кожного боку атакують один одного із мечами та щитами. У деяких випадках одному чоловікові доводиться змагатися з трьома нападниками. В кінці жінка (або жінки) приходить і зупиняє бійку своєю вуаллю ще раз. Однак, розв'язка танцю залишається «відкритою» — це означає, що аудиторії не відомо кінцевий результат бійки і чим закінчилася історія. Як і багато інших грузинських танців, Хевсурулі також є дуже технічним танцем, і потребує інтенсивних тренувань і видатних навичок для того, щоб виконувати цей танець без ризику для його учасників.
- Мтіулурі (მთიულური) — Мтіулурі також гірський танець. Аналогічно до Хевсурулі, Мтіулурі також основується на змаганнях. Однак, в цьому танці, змагання відбувається здебільшого між двома групами молодих чоловіків. Спочатку, групи змагаються між собою виконуючи складні рухи. Потім, танок виконують дівчата, після чого окремі танцюристи виконують дивовижні «трюки» на колінах і пальцях ніг. В кінці, всі разом виконують красиве завершення танцю. Цей танок нагадує фестиваль у горах.
- Симд і Хонга (ос. симд, хонгæ) — Ці танці мають багато спільного, але дещо відрізняють один від одного. Костюми в обох танцях мають довгі рукави. Крім того, в костюмі використовують високі головні убори, як у жінок так і у чоловіків. Однак, в танці Хонга, який є танцем запрошення (Осетинський весільний танець) чоловіки танцюють на одному місці, що практично важко, але виглядає красиво. Хонгу виконують декілька танцюристів і танок відрізняється граціозними і м'якими рухами. На відміну від нього інший танок, Симд танцюють багато пар. Краса танцю Симд полягає в чіткому художньому оздобленні танцю, контрасті між чорними і білими костюмами, м'яких рухах, і чітких лінійних впорядкуваннях, і гармонією між усіма ними.
- Кентурі (კინტოური) (вірм. Շալախո Shalakho)(Azerbaijani: Şələqoy, Shalakhou) — Кентурі є одним із городських танців, який зображає життя в старому місті Тбілісі, столиці Грузії. Назва танцю походить від «Кенто[en]», люди, що були роздрібними торговцями в Тбілісі. Вони мали чорний одяг із мішкуватими штанами та зазвичай носили свій товар по місту на голові. Коли клієнт купував товари, кенту знімав шовкову шаль, що висіла на його срібному ремені і загортав в неї фрукти та овочі для того, щоб їх зважити. Кенто були хитрі, проворні і поводили себе не формально. Ці характеристики Кенто добре показано у танці Кентурі.
- Самая (სამაია) — Танок Самая виконується трьома жінками і спочатку його вважали танцем із язичницьких часів. Однак, сьогодні цей танець уособлює Царицю Тамару і її славу. Цариця Тамара відома історична постать — Цариця Грузії. Вона правила об'єднаним Грузинським царством в 12-13 століттях і була першою в історії царицею Грузії. Лише чотири фрески зберігалося, що вшановували образ Тамари. Балетмейстер Сімон Вірсаладже створював костюми для танцю Самая на основі зображень цих фресок. Крім того, ця триєдина ідея в таці зображає Царицю Тамару як молоду принцесу, мудру матір, і могутню правительку. Всі ці три образи поєднані в одну гармонійну картину. Крім того, прості, але граційні і плавні рухи танцю передають атмосферу краси, слави і могутності що була притаманна царській правительці.
- Шалахо.

## Галерея

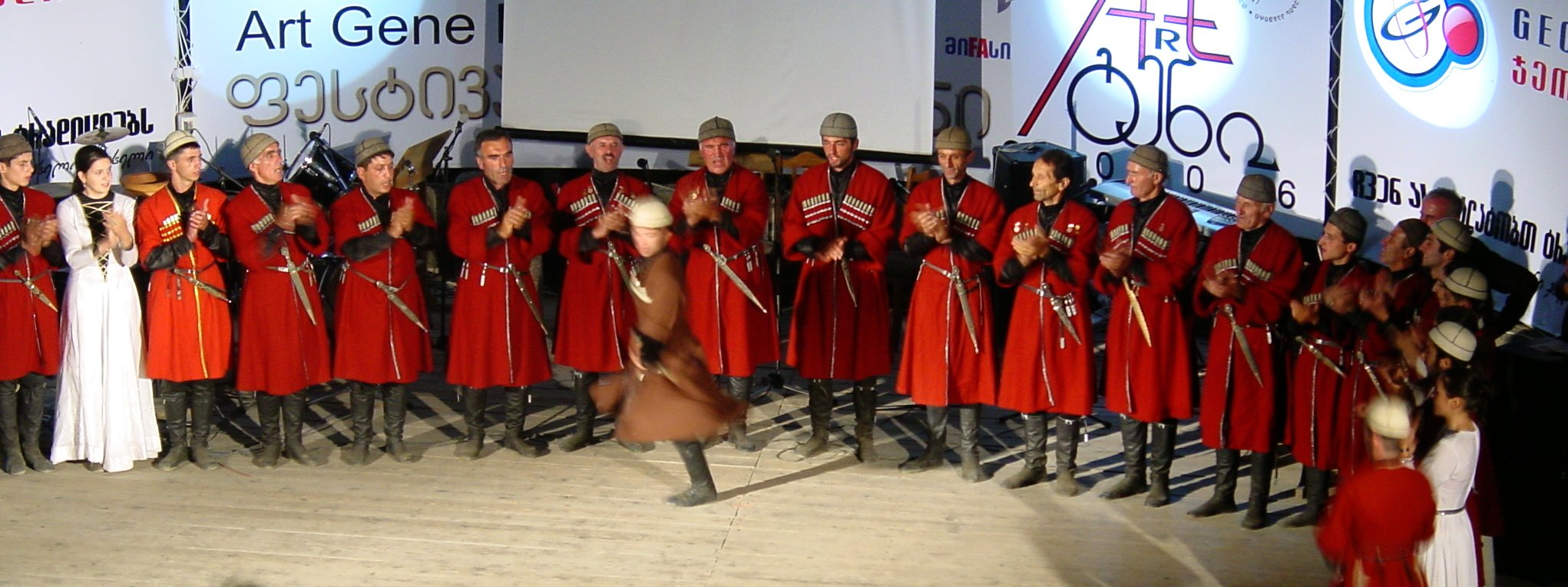
Сванурі
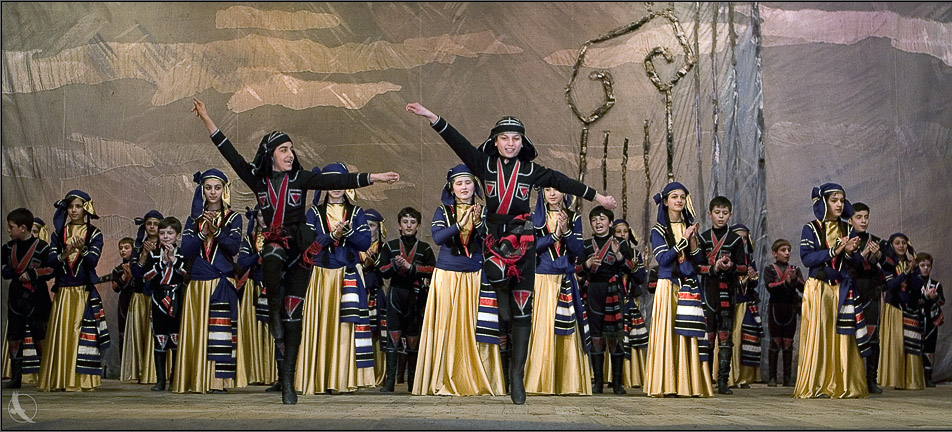
Ахарулі
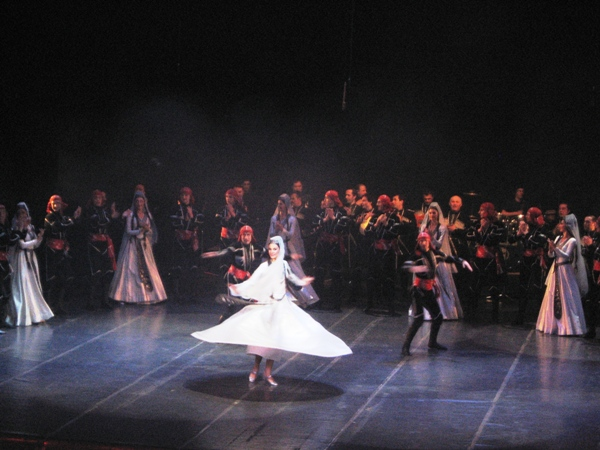
Ахарулі
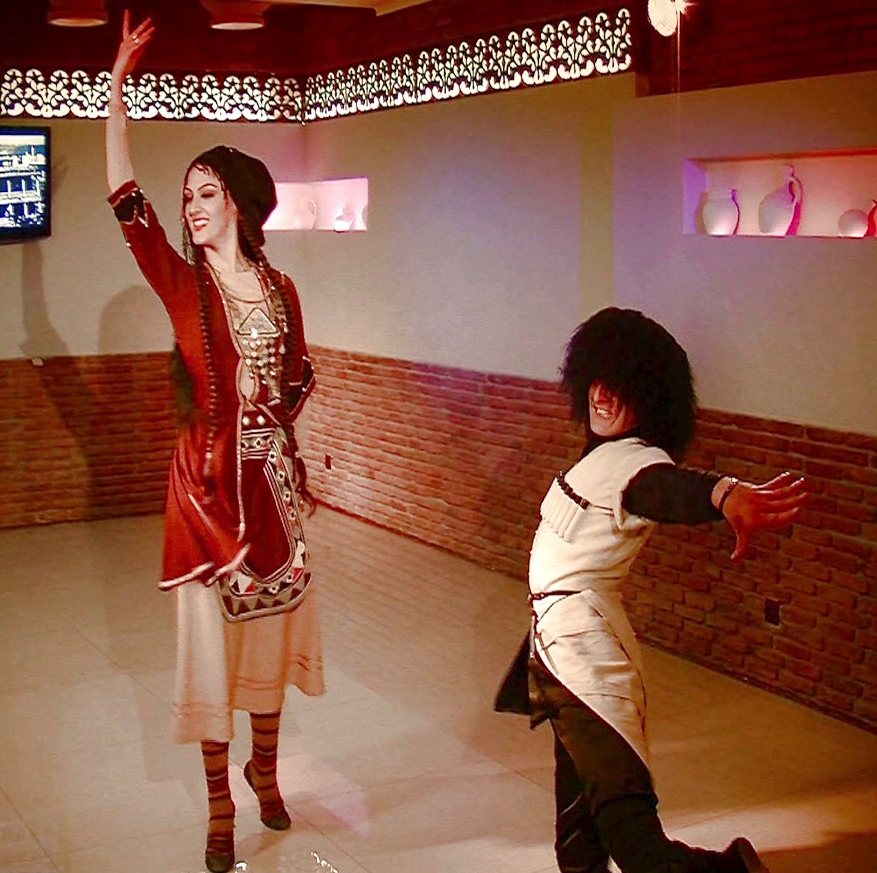
Мтіулурі